# Serge Lama à l'Olympia
Albums de Serge Lama
Chez moi
(1974) La Vie lilas
(1975)
Serge Lama à l'Olympia est un double album enregistré en public à l’Olympia de Paris de Serge Lama, distribué en 1974.

## Liste des pistes
L'ensemble des textes est de Serge Lama, sauf indications contraires.
| 1.  | Introduction (medley instrumental : C'est toujours comme ça la première fois (a), Une île (a), Je suis malade (b), Les P'tites Femmes de Pigalle (c) |                           | Yves Gilbert (a) - Alice Dona (b) - Jacques Datin (c) | 2:10 |
| 2.  | Star |                           | Yves Gilbert                                          | 2:55 |
| 3.  | Tous les auf wiedersehen |                           | Alice Dona                                            | 2:30 |
| 4.  | Le secrétaire |                           | Alice Dona                                            | 2:35 |
| 5.  | Ah! |                           | Jean-Claude Petit, Serge Lama                         | 2:15 |
| 6.  | Le laveur de carreaux |                           | Jean-Claude Petit, Serge Lama                         | 3:30 |
| 7.  | Boire un petit coup |                           | Yves Gilbert                                          | 2:30 |
| 8.  | Toute blanche |                           | Alice Dona                                            | 4:10 |
| 9.  | D'aventures en aventures |                           | Yves Gilbert                                          | 2:45 |
| 10. | La braconne | Eddy Marouani, Serge Lama | Alice Dona                                            | 2:30 |
| 11. | L’esclave |                           | Yves Gilbert                                          | 3:50 |
| 12. | La dalle de bains |                           | Alice Dona                                            | 2:30 |
| 13. | Chez moi |                           | Alice Dona                                            | 3:30 |

| 1.  | Les Ballons rouges                 |                       | Yves Gilbert                    | 2:55 |
| 2.  | Le 15 juillet à cinq heures        |                       | Yves Gilbert                    | 3:00 |
| 3.  | Charivarivari                      |                       | Yves Gilbert                    | 2:45 |
| 4.  | Dans l'espace                      |                       | Yves Gilbert                    | 3:35 |
| 5.  | Les glycines                       |                       | Yves Gilbert, Jean-Claude Petit | 2:25 |
| 6.  | Mon ami, mon maître                |                       | Yves Gilbert                    | 3:15 |
| 7.  | La french nana                     |                       | Serge Lama                      | 1:00 |
| 8.  | La chanteuse a vingt ans           |                       | Alice Dona                      | 3:05 |
| 9.  | L’enfant d’un autre                |                       | Alice Dona                      | 3:05 |
| 10. | Les p’tites femmes de Pigalle      |                       | Jacques Datin                   | 2:00 |
| 11. | Vivre tout seul (Bird on the Wire) | adaptation Serge Lama | Léonard Cohen                   | 3:55 |
| 12. | Je suis malade                     |                       | Alice Dona                      | 4:10 |
| 13. | Superman (Bird on the Wire)        | adaptation Serge Lama | Raymond Douglas Davies          | 3:05 |
| 14. | Une île                            |                       | Yves Gilbert                    | 4:05 |